# ACTG2
ACTG2 (англ. Actin, gamma 2, smooth muscle, enteric) – білок, який кодується однойменним геном, розташованим у людей на короткому плечі 2-ї хромосоми.  Довжина поліпептидного ланцюга білка становить 376 амінокислот, а молекулярна маса — 41 877.
| 10         |  | 20         |  | 30         |  | 40         |  | 50         |
| ---------- |  | ---------- |  | ---------- |  | ---------- |  | ---------- |
| MCEEETTALV |  | CDNGSGLCKA |  | GFAGDDAPRA |  | VFPSIVGRPR |  | HQGVMVGMGQ |
| KDSYVGDEAQ |  | SKRGILTLKY |  | PIEHGIITNW |  | DDMEKIWHHS |  | FYNELRVAPE |
| EHPTLLTEAP |  | LNPKANREKM |  | TQIMFETFNV |  | PAMYVAIQAV |  | LSLYASGRTT |
| GIVLDSGDGV |  | THNVPIYEGY |  | ALPHAIMRLD |  | LAGRDLTDYL |  | MKILTERGYS |
| FVTTAEREIV |  | RDIKEKLCYV |  | ALDFENEMAT |  | AASSSSLEKS |  | YELPDGQVIT |
| IGNERFRCPE |  | TLFQPSFIGM |  | ESAGIHETTY |  | NSIMKCDIDI |  | RKDLYANNVL |
| SGGTTMYPGI |  | ADRMQKEITA |  | LAPSTMKIKI |  | IAPPERKYSV |  | WIGGSILASL |
| STFQQMWISK |  | PEYDEAGPSI |  | VHRKCF     |  |            |  |            |

A: Аланін

C: Цистеїн

D: Аспарагінова кислота

E: Глутамінова кислота

F: Фенілаланін

G: Гліцин

H: Гістидин

I: Ізолейцин

K: Лізин

L: Лейцин

M: Метіонін

N: Аспарагін

P: Пролін

Q: Глутамін

R: Аргінін

S: Серин

T: Треонін

V: Валін

W: Триптофан

Кодований геном білок за функцією належить до м'язових білків. 
Задіяний у таких біологічних процесах як ацетиляція, альтернативний сплайсинг. 
Білок має сайт для зв'язування з АТФ, нуклеотидами. 
Локалізований у цитоплазмі, цитоскелеті.